# Užhorodská župa (Československo)
Užhorodská župa (v letech 1919–1921 Užská župa) byla jedna ze žup, jednotek územní správy na Podkarpatské Rusi v rámci prvorepublikového Československa. Byla vytvořena při převážně vydělením z uherské Užské župy. Existovala v letech 1919–1926, měla rozlohu 2 108 km² a jejím správním centrem byl Užhorod.

## Historický vývoj
Československé jednotky obsadily v lednu 1919 Užhorod a v únoru byla obnovena činnost župního úřadu Užské župy. Když československá armáda zabrala během první poloviny roku 1919 většinu Podkarpatské Rusi, byla dne 6. června 1919, kvůli konsolidaci poměrů na tomto území během odchodu maďarských komunistických a rumunských jednotek, neoficiálně vyhlášena vojenská diktatura pod velením francouzského generála v československých službách Edmonda Hennocquea. Podkarpatská Rus byla postupně rozčleněna na čtyři župy, které vycházely z administrativních celků vytvořených zde Uherskem. Jedním z těchto celků byla i Užská župa (později Užhorodská), která vznikla z části původní uherské Užské župy. Tento celek původně zasahoval poměrně velkou částí i na dnešní Slovensko, neboť v roce 1919 byla jeho západní část (slúžnovské okresy Sobrance a Veľké Kapušany) připojena k slovenské Zemplínské župě, zatímco východní část vytvořila podkarpatoruskou Užskou/Užhorodskou župu.
V čele župy stál vládou jmenovaný župan. Koncem ledna 1919 zplnomocněný ministr Vavro Šrobár jmenoval užským županem slovenského římskokatolického kněze Ladislava Moyše. Po 13 měsících ho jako vládní komisař vystřídal Karel Marvan. Ten ve funkci zůstal jen krátce, již v létě 1920 byl správcem župy Bohumír Ťoupalík, jenž zde působil do září 1921. Tehdy se županem stal rusínský právník Ivan Želtvaj. Sídlo župy se nacházelo v Užhorodě.
Užhorodská župa existovala do 30. června 1926. K 1. červenci 1926 byly všechny župy na Podkarpatské Rusi sloučeny v jedinou, Podkarpatoruskou župu.

## Geografie
Užhorodská župa se nacházela na západní Podkarpatské Rusi, v okolí řek Uh, Ljuta, Turja a Běla. Na západě sousedila se Slovenskem, do roku 1921 hraničila na východě s Mukačevskou župou a na jihovýchodě s Berežskou župou; po reorganizaci podkarpatských žup pak pouze s župou Berežskou. Severní a jižní hranice Užhorodské župy byla zároveň hranicí státní s Polskem, respektive s Maďarskem.

## Administrativní členění
V roce 1921 se Užská župa členila na čtyři slúžňovské okresy (Velký Berezný, Perečín, Seredné a Užhorod) a jedno město se zřízeným magistrátem (Užhorod), které bylo na úrovni okresu.